# Pfarrhof (Remnatsried)

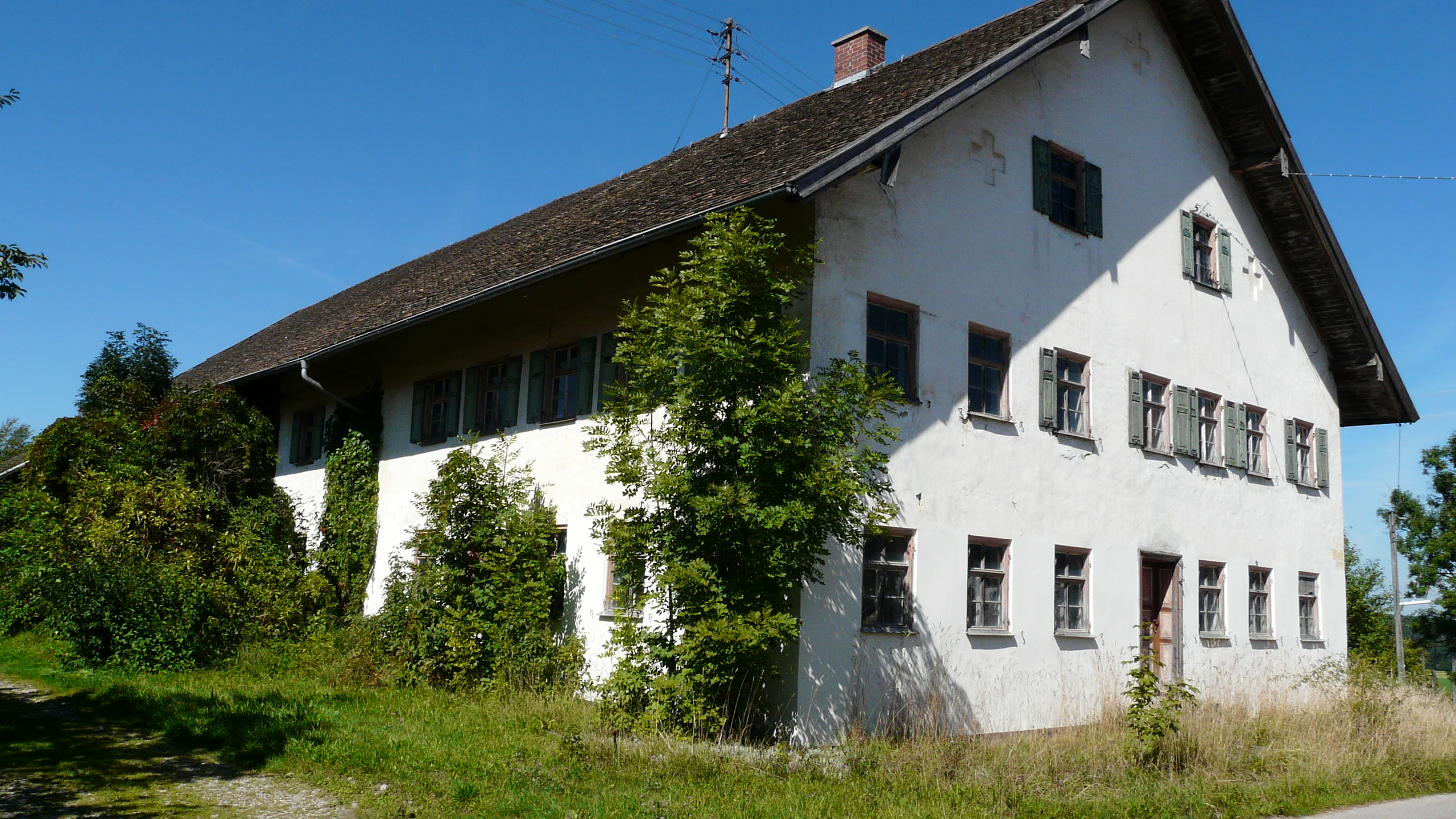
Ehemaliger Pfarrhaus in Remnatsried

Der Pfarrhof in Remnatsried, einem Gemeindeteil von Stötten am Auerberg im Landkreis Ostallgäu im bayerischen Regierungsbezirk Schwaben, wurde im dritten Drittel des 19. Jahrhunderts errichtet. Der ehemalige Pfarrhof mit der Hausnummer 9, nördlich der katholischen Pfarrkirche St. Thomas und Afra, ist ein geschütztes Baudenkmal.
Der zweigeschossige Satteldachbau in Form eines Bauernhauses besitzt sieben zu sieben Fensterachsen.